# Tomorrow Is a Long Time
〈Tomorrow Is a Long Time〉은 밥 딜런의 노래다. 딜런의 노래임에도, 딜런의 버전이 맨 처음 수록된 앨범은 1971년 컴필레이션인 《Bob Dylan's Greatest Hits Vol. II》이다. 이후 세 장짜리 LP 컴필레이션 《Masterpieces》에도 수록했다.
딜런이 공식적인 버전으로 내세우고 있는 것은 1963년 4월 12일 뉴욕 시의 타운 홀에서 행한 실황 버전이다. 딜런은 먼저 1962년 12월 M. 윗마크 & 선즈에 출품할 양으로 데모를 선취입했다. 이 버전은 오래도록 부틀렉으로만 나돌다가, 2010년 컬럼비아에서 《The Bootleg Series Vol. 9: The Witmark Demos: 1962-1964》에 수록함으로써 공식 발매되었다. 스튜디오 녹음은, 1970년 6월 앨범 《New Morning》의 아웃테이크로서 녹음해 놓은 게 있고, 이것도 역시 부틀렉화되었다.
《워킹 데드》 시즌 1 최종화에서 등장한다.
2017년 영화 《더 베니싱 오브 시드니 홀》에서 로건 러맨의 구음으로 한 번, 또 밥 딜런의 구음으로 한 번 등장한다.
1966년 5월 26일, 엘비스 프레슬리가 앨범 《How Great Thou Art》 취입 중 불렀다. 이것은 사운드트랙 앨범 《Spinout》의 보너스 트랙으로 수록되었다. 딜런은 프레슬리의 녹음을 두고 언제인가, "내가 가장 아끼는 유일무이한 녹음(the one recording I treasure the most)"이라고 한 바 있다. 또한 자기 노래의 커버 곡 중 가장 사랑하는 커버라고 했다.
에른스트 조겐슨의 저서 《엘비스 프레슬리의 음악인생 - 레코딩 세션 총망라》(Elvis Presley: A Life In Music - The Complete Recording Sessions)를 보면, 엘비스는 찰리 맥코이를 통해 처음 이 곡을 들었다고 나온다(맥코이는 일찍이 《Highway 61 Revisited》, 《Blonde on Blonde》의 녹음에 참사한 경력이 있다. 또 1965년 오데타의 앨범 《Odetta Sings Dylan》에서도 참사한 바 있다). 그렇게 이 곡을 접하게 된 프레슬리는, "이윽고 'Tomorrow Is A Long Time'에 마음을 빼앗기고 말았다."고 한다.